# Manuel Arzú
Manuel Arzú, mit vollständigen Namen Manuel de Arzú y Delgado de Nájera (* 1775 in Xalapa; † 15. Februar 1835 Guatemala) war vom 10. Oktober 1824 bis zum 22. April 1825 Supremo Director der Provinz Nicaragua innerhalb der Zentralamerikanischen Konföderation.

## Leben
Er wurde in Spanien am Colegio de Nobles in Madrid ausgebildet. Er wurde Artillerieoberst der spanischen Armee. Gegen die Truppen von Joseph Bonaparte ließ er im Königreich Kastilien und Katalonien kämpfen. 1810 kehrte er nach Guatemala zurück, wo er ein Amt in der Kolonialverwaltung erhielt. Nach der Unabhängigkeit Neuspaniens 1821 wurde er von der Regierung der Zentralamerikanischen Konföderation als Supremo Director der Provinz Nicaragua eingesetzt. Als solcher war er im Regierungssitz in Leon (Nicaragua) Angriffen ausgesetzt, gegen welche er sich erfolgreich verteidigen ließ. In Leon wurde aus Dankbarkeit ein Gemälde von ihm in einer Prozession jährlich durch die Stadt getragen. Ein Brauch der zwischenzeitlich eingestellt wurde.
Um die Annexion zum mexikanischen Imperium unter Agustín de Itúrbide durchzusetzen
besetzten im April 1822 guatemaltekische Truppen unter dem Kommando von Manuel Arzú, Santa Ana (El Salvador), Sonsonate. Am 3. Juni 1822 betrat Arzú San Salvador und erreichte die Plaza Major (heute Plaza Libertad) was mit einem neunstündigen Kampf und vielen Verlusten verbunden war. Die guatemaltekischen Truppen zündeten Häuser an und plünderten, bevor sie abzogen.
Im Guatemala-Stadt, dem Regierungssitz der Zentralamerikanischen Konföderation gründete er die erste Militärschule. Dort wurde er Finanz-, Kriegs und Marineminister im Kabinett von Manuel José Arce y Fagoaga. Später war er Oberbefehlshaber in der Provinz Guatemala.